# Kalpana Saroj
Kalpana Saroj, född 1961 i byn Roperkheda i Maharashtra i Indien, är en indisk entreprenör och en Tedx-talare. Hon är ordförande i styrelsen för företaget Kamani Tubes i Mumbai, Indien. Beskriven som en ursprunglig "Slumdog Millionaire", köpte hon de utarmade tillgångarna i Kamani Tubes Company och styrde framgångsrikt företaget tillbaka till vinst.

## Tidigt liv
Saroj föddes i byn Roperkheda i Indien hos en marathisk buddhistfamilj och är den äldsta av tre döttrar och två söner. Trots att de tillhörde byn Pasi Dalit, arbetade hennes far som polisman i byn Repatkhed i Akola. Saroj giftes bort vid 12 års ålder och bodde i en slum i Mumbai med sin mans familj. Efter att ha lidit fysisk mobbing från sin mans familjemedlemmar hämtades hon tillbaka av sin far, lämnade sin man och återvände till sin by för att bo hos sina föräldrar. Hon försökte där begå självmord efter att ha blivit utfryst av byborna. Vid 16 års ålder flyttade hon tillbaka till Mumbai för att där bo hos sin farbror. Hon började då arbeta i en textilfabrik för att hjälpa till med sin familjs försörjning. Genom att använda statliga lån för registrerade kastpersoner startade hon framgångsrikt en skrädderirörelse och sedan en möbelaffär.

## Entreprenörskap

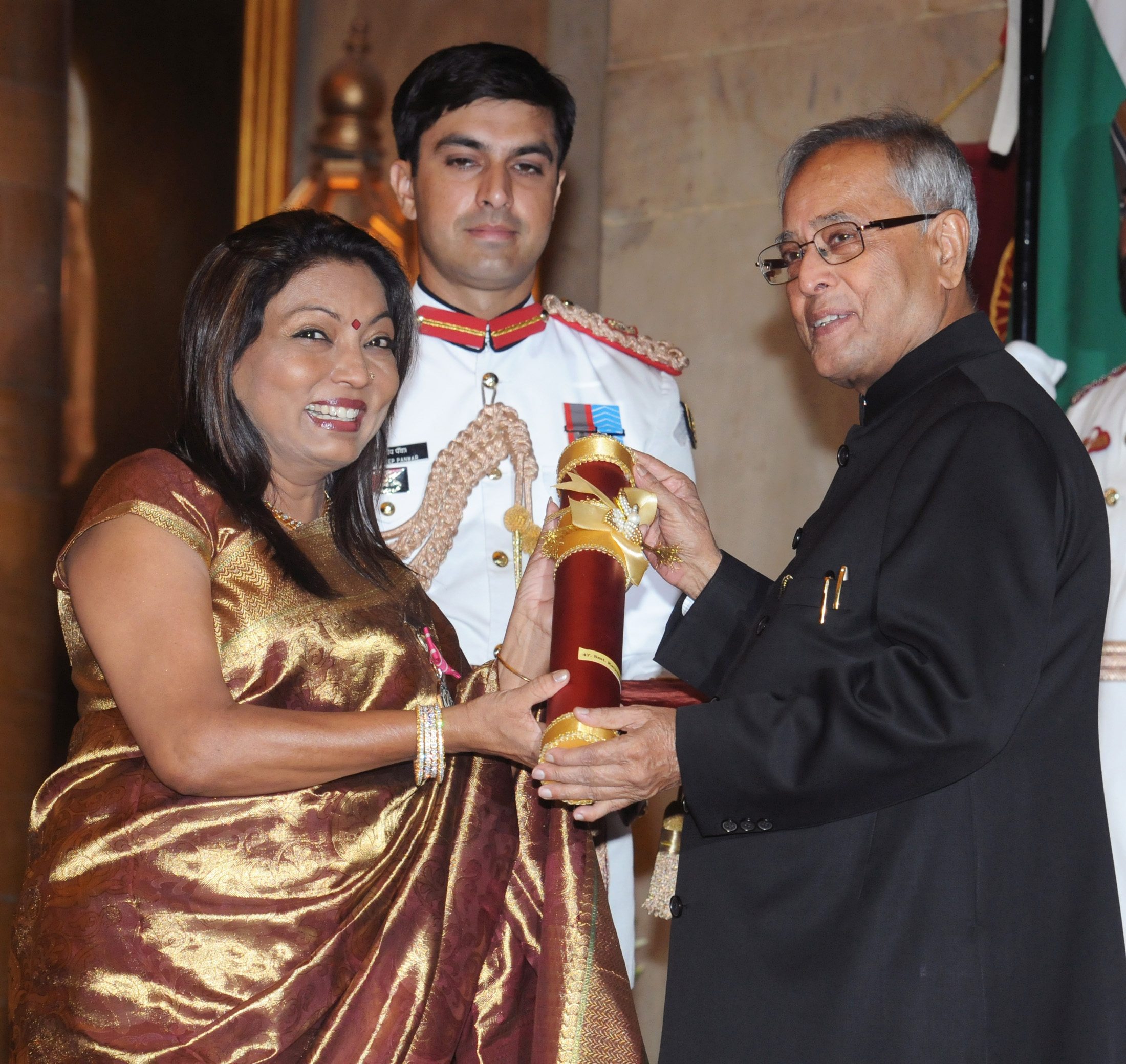
President Shri Pranab Mukherjee överlämnade Padma Shri-utmärkelsen till Saroj vid en investeringsceremoni-II, vid Rashtrapati Bhavan, i New Delhi den 20 april 2013.

Saroj startade KS Film Production och producerade sin första film som dubbades på engelska, telugu och hindi. Khairalnji Movie produceras nu av Deelip Mhaske, Jyoti Reddy och Mannan Gore under Kalpana Sarojs namn.
Hon byggde sedan upp en framgångsrik fastighetsrörelse och blev känd för sina kontakter och sin entreprenörskompetens. Hon satt i styrelsen för Kamani Tubes när företaget gick till likvidation 2001, och efter att ha tagit över företaget omstrukturerade hon det och förde det tillbaka till vinstgivande verksamhet. Enligt hennes egna uppskattningar var sina personliga tillgångar värda 112 miljoner dollar år 2013.

## Privatliv
Saroj är buddhist. År 1980 gifte hon sig igen med Samir Saroj vid 22 års ålder, med vilken hon har en son, Amar Saroj (f. 1985), och en dotter, Seema Saroj (f. 1987). År 1989 dog hennes make och Saroj ärvde hans verksamhet inom stålmanufaktur. Hon är för närvarande (2006) gift med Shubhkaran.

## Utmärkelser och erkännanden
Saroj tilldelades priset Padma Shri, för handel och industri 2013.
Hon har av Indiens regering utsetts till ledamot i styrelsen för Bhartiya Mahila Bank, en bank främst för kvinnor.